# Sacred Arias
Sacred Arias (en italiano Arie Sacre) es el tercer álbum de música clásica y sexto de estudio de Andrea Bocelli, donde interpreta piezas religiosas de maestros como Verdi, Mozart, Caccini, Mascagni, Rossini, Bach y Händel. El disco fue grabado el año 1999, con la batuta en manos del director Myung-whun Chung, y los coros de la Academia Nacional de Santa Cecilia y el Coro de voces blancas del Arco (Coro di Voci Bianche dell'Arco). Para promocionar este álbum, Andrea realizó una presentación en la basílica Santa Maria sopra Minerva, en Roma.
Sacred Arias, junto a Cieli di Toscana, son álbumes que permiten apreciar con claridad la tesitura de Andrea. La nota más alta que canta aparece en Cujus Animam el fragmento del Stabat Mater de Rossini, donde interpreta un mi bemol sobreagudo y podemos notar la facilidad con la que afronta las exigentes ornamentaciones características del compositor. Otros temas como el "Ave Maria" de Caccini, el "Sancta Maria" de Mascagni y "Mille Cherubini in Coro" fueron arreglados por Steven Mercurio.

## Listado de temas
1. Giulio Caccini: "Ave Maria (Funeral for a Friend)" - 3:45
2. Pietro Mascagni: Cavalleria rusticana – "Sancta Maria" - 3:34
3. Charles Gounod: "Ave Maria" - 2:59
4. Franz Schubert: Ellens Gesang, Op. 52/6, D 839 – "Ave Maria" - 2:30
5. César Franck: "Panis Angelicus" - 3:31
6. Gioachino Rossini: Stabat Mater – "Cujus Animam" - 5:30
7. Giuseppe Verdi: Requiem – "Ingemisco" - 4:08
8. Wolfgang Amadeus Mozart: "Ave verum corpus", K. 618 - 3:03
9. Richard Wagner: Wesendonck Lieder, WWV 91/1 – "Der Engel" - 3:02
10. George Frideric Handel: Serse, HWV 40 – "Frondi tenere ... Ombra mai fu" - 3:54
11. Louis Niedermeyer: "Pietà, Signore" - 6:57
12. Gioachino Rossini: Petite Messe Solennelle – "Domine Deus" - 4:36
13. Franz Schubert: Wiegenlied, Op. 98/2, D 498 – "Mille Cherubini In Coro" - 3:53
14. Franz Xaver Gruber: "Silent Night" - 3:06
15. John Francis Wade: "Adeste Fideles (O Come, All Ye Faithful)" - 2:51
16. Jean Paul Lécot: "Gloria A Te, Cristo Gesù" - 4:21

## Premios
En el año 2000 el disco recibió en Alemania un premio ECHO Klassik por ser "Bestseller des Jahres" (Disco más vendido del año), así como un premio Brit Classic FM por ser votado por los oyentes de la emisora como "The Album of the Year" (Disco del año). Asimismo recibió un premio Goldene Europa en la categoría música clásica, que es un galardón televisivo de la cadena SR (Saarländischer Rundfunk) de Alemania.

## Ediciones especiales y DVD
En 1999 se editó un DVD llamado Sacred Arias. The Home Video que contiene el concierto de Bocelli en la basílica Sancta Maria sopra Minerva. En esta grabación se excluyen "Gloria a Te", "Cristo Gesù", "Agnus Dei" y "I Believe"; y aparecen el "Alleluiah" de El Mesías de Händel, el "Va Pensiero" de Nabucco de Verdi y "Amén" del Stabat Mater de Rossini. Este concierto fue grabado por varias cadenas televisivas de todo el mundo. 
En 2003 se publicó Sacred Arias, Special Edition, donde se incluyen el DVD y el álbum. 